# Pulau Gemantung Darat
Pulau Gemantung Darat is een bestuurslaag in het regentschap Ogan Komering Ilir van de provincie Zuid-Sumatra, Indonesië. Pulau Gemantung Darat telt 518 inwoners (volkstelling 2010).